# No Help
No Help è un singolo della cantante rumena Inna, pubblicato nel 2018. Questo brano come ai precedenti Me gusta e Pentru că, venne considerato il terzo estratto dal nuovo disco in spagnolo. Con il rilascio del brano il 6 settembre 2018, fu ufficializzato dalla cantante stessa che questi tre brani, non saranno inclusi nel futuro disco perché i ritmi e le strutture dei singoli, non rispecchiano il concetto e il contenuto dell'album. Di fatto anche No Help come i due precedenti venne rilasciato come singolo digitale senza appartenere a nessun album.

## Video musicale
Il video musicale è stato girato in parte a Los Angeles (Stati Uniti) e in parte in Marocco.

## Tracce
1. No Help – 3:02